# Електрична напруга
Електри́чна напру́га (U) на ділянці електричного кола (поля) — це скалярна фізична величина, яка чисельно дорівнює роботі, яку треба виконати для переміщення одиничного позитивного заряду з однієї точки кола (поля) в іншу точку.
Символом величини зазвичай є латинська літера {\displaystyle U}. Напруга в системі SI вимірюється у вольтах (позначення одиниці: B, міжнародне: V).
Напруга може бути визначена зі співвідношення:
{\displaystyle U={\frac {W}{Q}}},
де W — робота сторонніх і кулонівських сил з переміщення заряду, Q — величина електричного заряду.
Для потенціального поля напруга відповідає різниці потенціалів між двома точками електричного поля: U = φ1-φ2.
Із закону Ома для неповного кола: 
{\displaystyle U=I\cdot R},
де I — електричний струм, що проходить по провіднику, R — електричний опір провідника.
Для вимірювання напруги можуть використовувати прилади, які називаються вольтметрами, мілівольтметрами тощо.
Напруга може являти собою або джерело енергії (електрорушійну силу), або втрачену, використану чи збережену енергію (спад напруги).

## Схожість з гідравлікою
Простою подібністю для електричного кола є вода, яка тече в замкненому контурі трубопроводу, що керується механічним насосом. Це можна назвати «водним колом». Різниця потенціалів між двома точками, відповідає різниці тисків між ними. Якщо насос створює різницю тисків між двома точками, то вода, котра тече з однієї точки до іншої, зможе виконувати роботу, наприклад, керувати турбіною. Так само, робота може бути виконана електричним струмом, який створюється різницею потенціалів, що скажімо забезпечується акумулятором. Наприклад, напруга, надана достатньо зарядженою автомобільною батареєю, може «штовхати» великий струм крізь обвитки стартерного двигуна автомобіля. Коли водяний насос не працює, він не виробляє різниці тисків, отже турбіна не обертається. Точно так само, якщо акумулятор автомобіля є дуже слабким або «мертвим», то він не зможе увімкнути стартер.

Порівняння з гідравлікою, є корисним способом розуміння багатьох електричних тверджень. У такій системі робота, проведена для пересування води, дорівнює тиску, помноженому на обсяг переміщеної води. Подібно-й в електричній схемі робота, проведена для переміщення електронів або інших носіїв заряду, дорівнює «електричному тиску», помноженому на кількість електричних зарядів, котрі пересуваються. Що стосується «потоку», то чим більш «відмінний напір» між двома точками (різниця потенціалів або різниця тисків води), тим більший потік виникає між ними (електричний струм або течія води).

Гідравлічний контур (ліворуч) і електричне коло (праворуч): різниця електричних потенціалів між двома точками А і В електричного кола подібна різниці тисків між двома точками А і В відповідного водного контуру. На малюнку також показано наступні пристрої, подібні один одному: 1 — водяний насос / джерело напруги; 2 — турбіна / лампочка; 3 — клапан регулювання / резистор; 4 — запірний клапан / вимикач.

## Зв'язок між напругою та напруженістю електричного поля
Електричну напругу можна визначити, знаючи напруженість електричного поля:
{\displaystyle U_{AB}={\frac {W_{A\longrightarrow B}}{q}}=\int \limits _{A}^{B}{\vec {E}}\cdot \;d{\vec {l}}.}
Інтегрування відбувається між точками A і B, і значення інтеграла не залежить від вибору шляху. Звідси випливає, що напруга між двома точками може бути додатною (+), від'ємною (-), а в окремих випадках дорівнювати нулю.

## Напруга розімкненого джерела струму
Електрична напруга ялового джерела струму (без навантаження) дорівнює електрорушійній силі (ЕРС) цього джерела, що випливає зі співвідношення:
{\displaystyle U=\varepsilon -IR_{w},}
де:
{\displaystyle U} — напруга на виводах джерела,
{\displaystyle \varepsilon } — електрорушійна сила,
{\displaystyle R_{w}} — внутрішній опір джерела,
{\displaystyle I} — струм, отриманий від джерела.
Для холостого ходу: {\displaystyle I=0,} отже
{\displaystyle U=\varepsilon .}

## Одиниця вимірювання
Вольт (символ: укр. В, англ. V) — похідна одиниця для електричного потенціалу, електричної різниці потенціалів та електрорушійної сили. Назву Вольт прийнято на честь італійського фізика Алессандро Вольта (1745—1827), який винайшов «вольтову купу», а можливо, й першу хімічну батарею.
Між двома точками електричного поля існує напруга 1 В, якщо для переміщення заряду 1 Кл між цими точками потрібна робота 1 Дж.
{\displaystyle \mathrm {1V={\frac {1J}{1C}}} ,}
і розмірність вольта
{\displaystyle \mathrm {V={\frac {kg\cdot m^{2}}{s^{3}\cdot A}}} .}

## Напруга в колах змінного струму
У колах змінного струму напруга може бути означена декількома термінами, а саме: миттєва, середньоквадратична, середня та максимальна (найбільша).
Середньоквадратичне значення {\displaystyle U_{sk}} (електротехнічні найменування: чинна, ефективна напруга що визначається за весь період коливань) періодичної електричної напруги з періодом {\displaystyle T} визначається як:
{\displaystyle U_{sk}={\sqrt {{\frac {1}{T}}\int \limits _{0}^{T}u^{2}(t)\ dt}}.}
Середнє значення напруги {\displaystyle U_{sr}} визначається як:
{\displaystyle U_{sr}={\frac {1}{T}}\int \limits _{0}^{T}u(t)\ dt.}
Для синусоїдальної змінної напруги, хвилю якої можна означити вираженням:
{\displaystyle u(t)=U_{max}\sin(\omega \cdot t+\varphi ),}
середньоквадратичне значення напруги:
{\displaystyle U_{sk}={\frac {1}{\sqrt {2}}}\ U_{max}}
середнє значення дорівнює 0, а середня величина  абсолютного значення:
{\displaystyle U_{sr}={\frac {2}{\pi }}\ U_{max}\approx 0{,}637U_{max},}
де:
{\displaystyle U(t)} — миттєва залежність напруги від часу {\displaystyle t,}
{\displaystyle U_{max}} — найбільша напруга, що дорівнює її амплітуді,
{\displaystyle U_{sk}} — середньоквадратична напруга,
{\displaystyle U_{sr}} — середня напруга,
{\displaystyle \omega } — пульсація,
{\displaystyle \varphi } — початкова фаза.
У мережах низької напруги України, фазна середньоквадратична напруга (виміряна між фазним провідником, тобто тим, що знаходиться під напругою, і нулем/землею) становить 230 В, а міжфазна напруга (виміряна між двома фазними провідниками) дорівнює 400 В, що відповідає таким амплітудам: {\displaystyle U_{max}} ≈ 325 В i 563 В. Між фазною напругою {\displaystyle U_{f}} та лінійною (міжфазною) напругою {\displaystyle U_{p}} у трифазній симетричній зіркоподібній системі, наявне таке співвідношення:
{\displaystyle U_{p}={\sqrt {3}}\,U_{f},} тобто лінійна напруга в 1,73 рази більша за фазну.

## Рівні напруги
У різних напрямках діяльності людини використовують відмінні стандартні рівні напруги. Часто це визначається узвичаєним для даної галузі значенням, як, наприклад, 12 В для звичайного автомобільного акумулятора або використання в побутовій електромережі. В Україні побутова електромережа має напругу 220…230 В змінного струму.

### Високовольтні електричні мережі

Попереджувальний знак «Висока напруга»

Потужність електричної енергії, насамперед, дорівнює напрузі помноженій на струм, тож чим вище електрична напруга в мережі, тим менший потрібен струм (отже нижчі втрати електроенергії), досить тонших дротів ЛЕП або жил кабелю (заощадження кольорових металів), для передавання певної електричної потужності на великі відстані.
Стандартними для України є — 6, 10, 35, 110, 150, 220, 330, 400, 500, 750 кВ змінної напруги та 800 кВ постійної напруги (± 400 кВ).
У Європі — 33, 132, 150, 220, 300—330, 380—400, 500, 750 кВ змінної напруги. В деяких країнах використовують нестандартні рівні, наприклад 275 кВ у Великій Британії або 450 кВ для міждержавних ліній, що пов'язують скандинавські країни з континентальною Європою.
У США — 33, 115, 138, 161, 230, 345, 500 кВ змінної напруги
У так званій російській федерації, стандартними є високовольтні напруги — 6, 10, 20, 35, 110, 150, 230, 330, 500, 750, 1150 кВ змінної напруги та 400 і 800 кВ постійної напруги.
Загалом, головною причиною відмінних стандартних рівнів напруги в окремих країнах, є різний ступінь її збільшення, з розвитком електротехніки під час початкової ізольованості енергетичних систем. Слід зазначити, що зважаючи на сумісну дію багатьох електричних систем та досить великий час їх роботи, можливе використання у певних регіонах класів напруги притаманних сусіднім системам. Як приклади, в Україні, можна навести Донецьку та Закарпатську області.

### Побутова розподільна мережа

Побутові рівні напруги та частоти у світі

Найбільш поширеною побутовою напругою у Світі (зокрема і в Україні) є 230 В. Водночас, у Північній Америці, Тайвані та північних частинах Південної Америки, використовують напругу 120 В або міжфазну 210 В на відміну від нашої — 400 вольт.

### Автомобільні системи
В усіх легкових автомобілях цивільного призначення використовують акумулятори з номінальною постійною напругою 12 В. Для військових модифікацій автомобілів та вантажівок, деяких літальних апаратів, номінальною є напруга 24 В, якої досягають послідовним з'єднанням двох звичайних акумуляторів. Характерним прикладом, є автомобіль Хаммер H1 у якого дві 12-вольтові батареї, приєднано до бортової мережі паралельно, для отримання більшої ємності, на відміну від військового HMMWV, де дві батареї з'єднані послідовно, для забезпечення подвоєної напруги — 24 вольти.[джерело?]
Однією з можливих причин використання 12-вольтової мережі, є досліди з першими автомобільними акумуляторами, які показали, що у разі застосування кислотних акумуляторів, економічно найбільш вигідно використання акумуляторів напругою 12 В з 6 банками, залитими кислотним електролітом.[джерело?]

### Літаки
На більшості сучасних великих літаків для основного живлення використовують трифазні генератори змінного струму з обвитками розташованими так, що кожна фаза зміщена відносно іншої на 120 градусів. Виводи генератора з'єднані так званим способом зірки, коли початки трьох фазних обвиток обвитки об'єднані докупи, щоб утворити нейтральну точку яка заземлена. За допомогою такого з'єднання можна отримати два показники напруги — фазну та лінійну. Отже у літаку мережева напруга становить 200 вольт, фазна напруга — приблизно 115 вольт, а частота — 400 Гц.

### Міжнародна космічна станція
Напруга від американських сонячних батарей становить близько 160 вольт постійного струму (що більше напруга, то вища потужність). Коробка на МКС під назвою DDCU (блок перетворювача постійного струму) знижує напругу до 124 вольт для використання в сегменті США. За потреби напругу знову зменшують для застосування в модулях міжнародних партнерів. Японські модулі мають мережу 50 вольт, а російські працюють на 28 вольтах. Для окремих частин обладнання, може знадобитися додаткове зниження напруги.

## Висока напруга

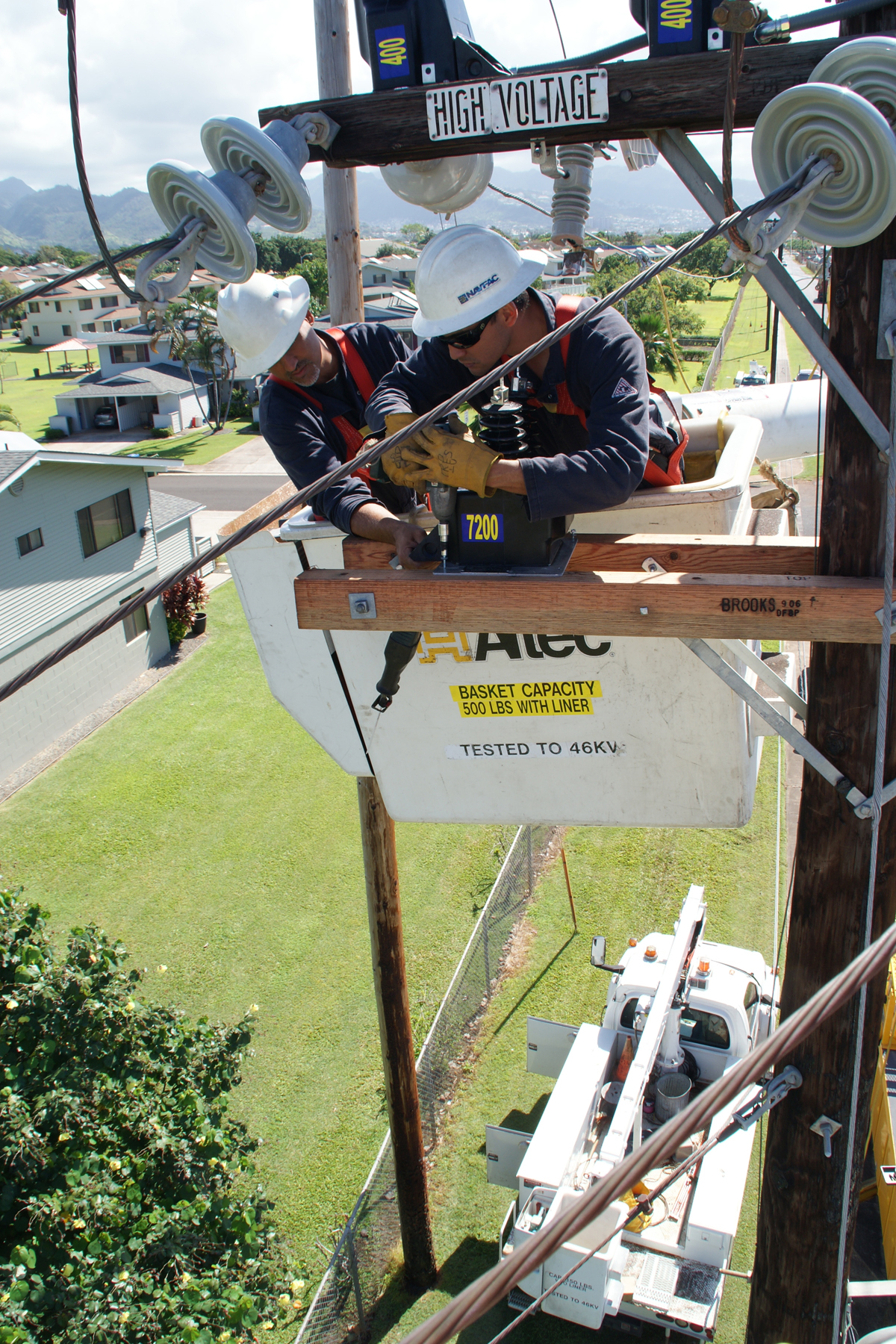
Робота на високовольтній ЛЕП

Міжнародна електротехнічна комісія та низка національних і міжнародних стандартів (IET, IEEE, VDE тощо) визначають високу напругу, як ту що є вище 1000 В для змінного струму, і принаймні 1500 В для постійного струму, і відрізняють її від низької напруги (50-1000 В змінного струму або 120—1500 В постійного) і занизької напруги (<50 В змінного струму або <120 В постійного). Цей поділ використовують задля створення нормативних документів стосовно проводки і безпеки електрообладнання.
Розгінна напруга для застарілих телевізійних електронно-променевих трубок або осцилографів (цей рівень напруги лежить у межах від > 5 кВ до 27 кВ), може бути визначена за IEC 60038, як середня (1 — 35 кВ) напруга (англ. medium voltage), порівняно з іншими напругами живлення (висока напруга, (англ. high voltage) 35 — 230 кВ, надвисока напруга (англ. extra-high voltage) 245—1200 кВ).

## Додатки
Різниця електричних потенціалів між точками, може бути отримана накопиченням електричного заряду (скажімо, конденсатором) та електрорушійною силою (наприклад, електромагнітною індукцією в генераторі,

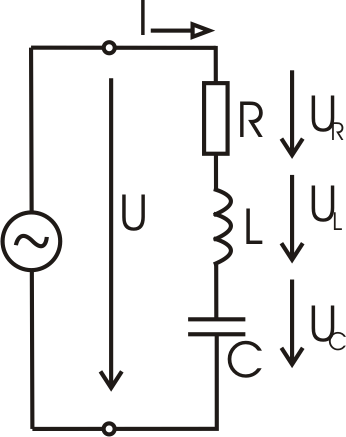
Напруги в колі RLC: U, U_{R}, U_{L} і U_{C} (послідовне з'єднання).

котушках індуктивності чи трансформаторах). У макроскопічному вимірі різниця потенціалів може бути викликана електрохімічними процесами (наприклад, в елементах та батареях), п'єзоелектричним ефектом, спричиненим тиском, та термоелектричним ефектом.
Якщо між двома точками є електрична напруга, завжди існує електричне поле, яке впливає на носії заряду. Якщо точки розташовано на електропровідному матеріалі, в якому носії заряду є рухомими, напруга викликає їх спрямований рух, і електричний струм тече.

Зазвичай, термін «напруга» використовують для опису спаду напруги на електричному пристрої (наприклад як резистор). Спад напруги на пристрої можна визначити як різницю між вимірами на кожному виводі цього пристрою, відносно загальної опорної точки (або землі). Спад напруги — це різниця між двома показаннями. Дві точки в електричному колі, які з'єднано зразковим провідником без опору і котрі не перебувають всередині змінного магнітного поля, матимуть нульову напругу. Будь-які дві точки з однаковим потенціалом може бути з'єднано провідником, і між ними не протікатиме струм. Коли йдеться про змінний струм (AC), існує різниця між миттєвою напругою і середнім значенням напруги.

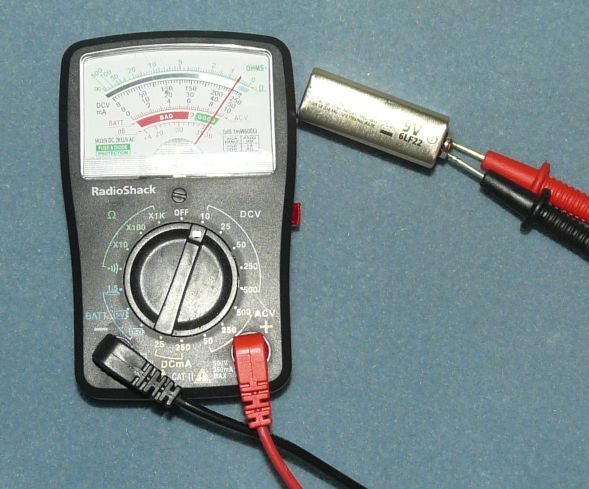
Мультиметр налаштований на вимірювання постійної напруги DC

В електричному колі, що живиться від зразкового генератора напруги, різниця електричних потенціалів між двома полюсами генератора, дорівнює електрорушійній силі. Якщо розглядати звичайний генератор, напруга на його виводах буде нижчою, через спад напруги на внутрішньому опорі генератора.

### Вимірювальні прилади
Приладами для вимірювання напруги, є: вольтметр, потенціометр і осцилограф. Відповідно до закону Ома, вольтметр працює завдяки вимірюванню спаду напруги на одиниці опору. Потенціометр діє за способом порівняння у мостовому колі, невідомої (вимірюваної) напруги з відомою (зразковою) напругою. Катодно-променевий осцилограф вимірює завдяки посиленню напруги і використанню її для відхилення електронного променя від прямої лінії, тобто відхилення променя пропорційне вимірюваній напрузі.
Стосовно змінного струму, прилади показують чинне значення напруги. Чинне значення, виявляє енергетичні властивості сигналу на відміну від миттєвого значення, яке визначає його показові (інформаційні) ознаки.